# Contea di Garfield (Oklahoma)
La contea di Garfield (in inglese Garfield County) è una contea dello Stato dell'Oklahoma, negli Stati Uniti. La popolazione al censimento del 2000 era di 57 813 abitanti. Il capoluogo di contea è Enid.